# Maxime Lagarde
Maxime Lagarde (ur. 16 marca 1994 w Niort) – francuski szachista, arcymistrz od 2013 roku.

## Kariera szachowa
Wielokrotnie reprezentował barwy Francji na mistrzostwach świata i Europy w różnych kategoriach wiekowych, największy sukces odnosząc w 2009 r. w Antalyi, gdzie zdobył brązowy medal mistrzostw świata juniorów do 16 lat.
Normy na tytuł arcymistrza wypełnił w Sautron (2012) oraz dwukrotnie z Cappelle-la-Grande (2012, 2013). Finalista indywidualnych mistrzostw Francji (2012 – XI miejsce). Zwycięzca otwartych międzynarodowych turniejów w Avoine (2012), Béthune (2012), Créon (2013, wspólnie z Andrijem Wowkiem i Andrijem Sumcem i 2014), Avoine (2014, wspólnie z Alonem Greenfeldem) oraz Sautron (2014).
Najwyższy ranking w dotychczasowej karierze osiągnął 1 lutego 2020 r., z wynikiem 2659 punktów.